# 黑衣警探
《黑衣警探》（英語：Men in Black: The Series，又译黑衣人：动画系列），是一部美国动画电视连续剧，由阿德莱德制作公司出品，模仿自1997年科幻电影《黑衣人》。最初于1997年10月11日到2001年6月30日在Kids' WB华纳动画天地播出，作为半小时动画电视连续剧在每周六早晨播放，随后推迟至每周六的黄金时段以后进行播放。
中国大陆由国家广电总局于2004年引进并在北京电视台的青少频道首次播出，随后在教育电视台和全国各省市自治区的电视台转播。

## 配音工作人員
- 广社动画审字〔2002〕第004号
- 配音演员：张明亮，滕奎兴，辛敏航，方树桥，张文渔，蔡菊辉，张杰，徐琳，韩力，刘莉，刘海霞
- 翻译：白丽君
- 校译：李晓斐
- 导演：韩力
- 责任编辑：王启予
- 录音：李小平，石红雨，安锐
- 制作：苏春阳，陈瑛
- 剧务：张敬军，韩雪梅
- 制片人：许玉红
- 监制：刘强
- 深圳电视台译制中心译制
- 北京迪美文化发展有限公司 总发行